# Greg Scruggs
Greg Scruggs (Cincinnati, 17 agosto 1990) è un ex giocatore di football americano statunitense che ha militato nel ruolo di defensive tackle nella National Football League. Fu scelto nel corso del settimo giro (232º assoluto) del Draft NFL 2012 dai Seattle Seahawks. Al college ha giocato a football a Louisville.

## Carriera

### Seattle Seahawks
Scruggs fu selezionato con la 25ª scelta del settimo giro, la 232º assoluta, nel Draft 2012 dai Seattle Seahawks. L'analista di NFL Network Bucky Brooks affermò che Scruggs fosse un defensive end competitivo dotato di forza e che avrebbe dovuto competere per un ruolo di riserva nel roster dei Seahawks. Il 7 maggio, Scruggs acconsentì alla proposta contrattuale presentatagli dalla dirigenza dei Seahawks.
Nel Thursday Night Football della settimana 7, i Seahawks persero contro i San Francisco 49ers con Scruggs che mise a segno il suo primo sack in carriera.. I Seahawks vinsero la quarta gara in casa in altrettante partite nella settimana 9 contro i Minnesota Vikings: Greg mise a segno un sack su Christian Ponder. La sua stagione da rookie si concluse con 11 presenze, nessuna delle quali come titolare, con 6 tackle e 2 sack.

### Chicago Bears
Il 31 dicembre 2015 Scruggs firmò coi Chicago Bears. Il 3 gennaio 2016 mise a segno il suo terzo sack contro i Detroit Lions. Fu svincolato il 27 settembre 2016.

### New England Patriots
Il 1º ottobre 2016, Scruggs firmò coi New England Patriots. Il 15 ottobre fu inserito in lista infortunati per un problema al ginocchio.
Il 5 febbraio 2017 vinse, sebbene da inattivo, il suo secondo Super Bowl, il LI, conquistato dai Patriots contro gli Atlanta Falcons ai tempi supplementari (prima volta nella storia del Super Bowl) con il punteggio di 34-28.

## Palmarès

### Franchigia
- Super Bowl : 2

Seattle Seahawks: Super Bowl XLVIII
New England Patriots: Super Bowl LI
- National Football Conference Championship: 2

Seattle Seahawks: 2013, 2014
- American Football Conference Championship: 1

New England Patriots: 2016